# Simon II av Kartli
Simon II av Kartli, död 1630, var en georgisk monark. Han var kung i kungariket Kartli mellan 1619 och 1630.